# Rivolta della Ruhr
La Rivolta della Ruhr (in tedesco Ruhraufstand) o rivolta di marzo (in tedesco Märzaufstand) fu una rivolta di sinistra dei lavoratori nella regione della Ruhr in Germania nel marzo 1920. Inizialmente ebbe luogo a sostegno dell'appello per uno sciopero generale indetto dai membri socialdemocratici del governo tedesco, dai sindacati e da altri partiti in risposta al Putsch di Kapp di destra del 13 marzo 1920.
I comunisti e i socialisti della Ruhr avevano già preparato piani per "conquistare il potere politico da parte della dittatura del proletariato" in caso di sciopero generale. Ma dopo il crollo del Putsch di Kapp, il governo tedesco inviò la Reichswehr (l'esercito tedesco) e i Freikorps di destra per reprimere l'insurrezione in corso dei circa 50 000 membri dell'Armata Rossa Ruhr. Ciò comportò una notevole brutalità e l'esecuzione sommaria di prigionieri. Si stima che circa 1 000 lavoratori siano stati uccisi.

## Origini
Quando il trattato di Versailles entrò in vigore il 10 gennaio 1920, il governo tedesco dovette ridurre drasticamente l'organico delle sue forze armate regolari e sciogliere le unità paramilitari come i Freikorps di destra. Di conseguenza, il Reichswehrminister (ministro della Difesa) tedesco Gustav Noske ordinò lo scioglimento delle Freikorps Marinebrigaden "Ehrhardt" e "Loewenfeld".
Il generale di grado più alto della Reichswehr, Walther von Lüttwitz, si rifiutò di obbedire. Egli contribuì a quello che divenne noto come Kapp Putsch, o Lüttwitz-Kapp-Putsch, uno sforzo delle forze militari e di destra per rovesciare il governo eletto e restaurare la monarchia. Il 13 marzo 1920, la Marinebrigade Ehrhardt di destra guidata da von Lüttwitz entrò a Berlino, occupò gli edifici governativi e insediò Wolfgang Kapp come nuovo cancelliere, chiedendo il ritorno della monarchia. Per ristabilire l'ordine, Noske chiese a Hans von Seeckt, che all'epoca era il capo del Truppenamt im Reichswehrministerium, di ordinare all'esercito regolare, il "Reichswehr di transizione", di reprimere il putsch. Von Seeckt e gli altri alti comandanti, ad eccezione del generale Walther Reinhardt, rifiutarono e il governo fu costretto a fuggire da Berlino.
Tuttavia, poiché la burocrazia ministeriale non collaborava con il governo Kapp, quest'ultimo non poteva governare efficacemente. Il giorno stesso del putsch, i membri del governo socialdemocratico ed Otto Wels, capo del SPD, firmarono un appello per uno sciopero generale per rovesciare i golpisti. Esso sostenuto dall'Allgemeiner Deutscher Gewerkschaftsbund (ADGB) guidata da Carl Legien, dall'Arbeitsgemeinschaft für Angestellte (AfA) e dal Deutsche Beamtenbund. Separatamente, anche il KPD, l'USPD e il DDP indissero uno sciopero. Sebbene le proteste dei gruppi conservatori, inclusa la Reichswehr, abbiano presto indotto il Reichsregierung a prendere le distanze da questo appello allo sciopero, lo sciopero generale di circa 12 milioni di lavoratori contribuì al crollo del putsch il 17 marzo 1920.

## Lo sciopero e la rivolta nella regione della Ruhr

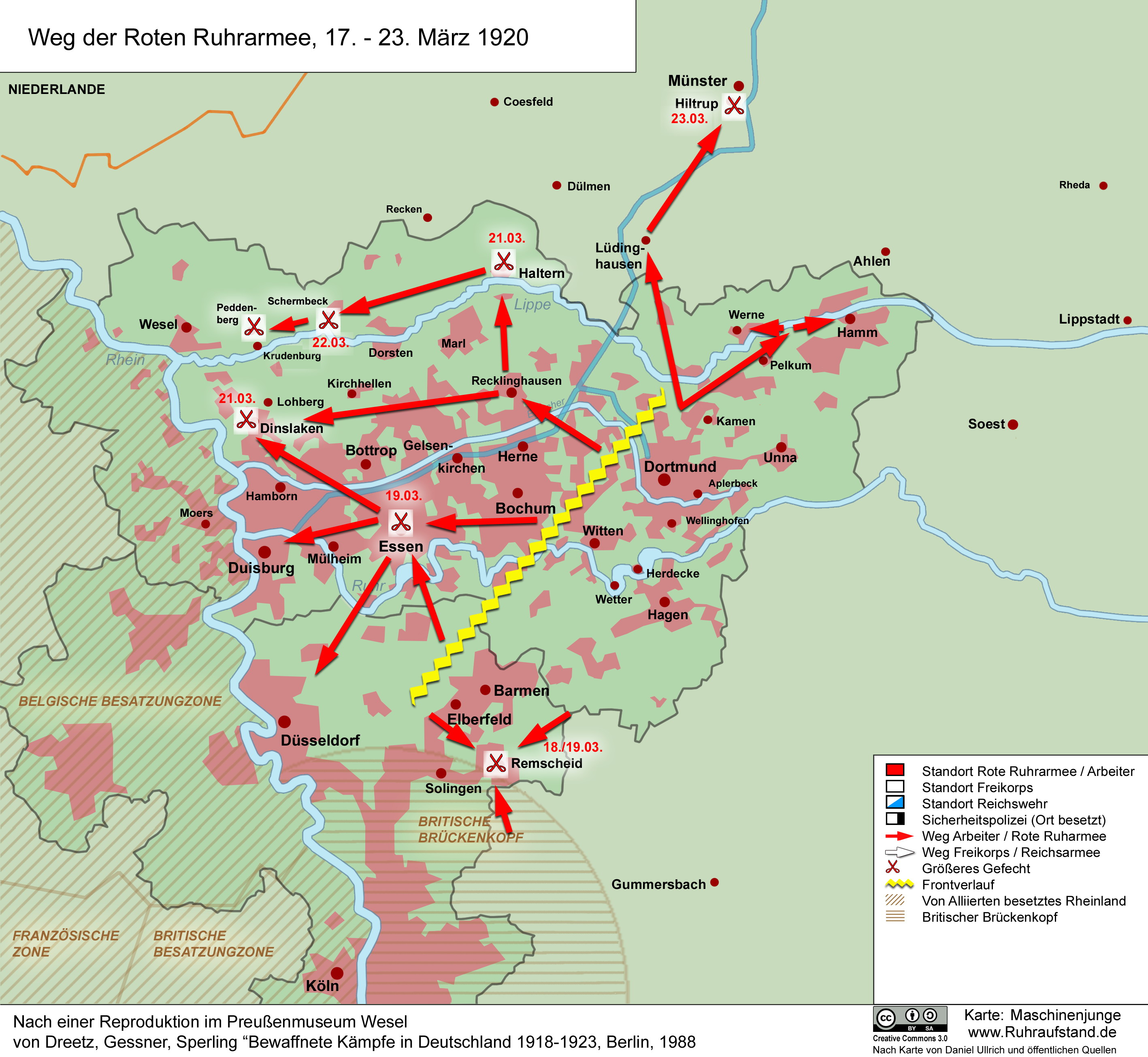
Mappa che mostra il percorso intrapreso dall '"Armata Rossa Ruhr", 17-23 marzo 1920.

Le prime manifestazioni contro il golpe furono nella regione della Ruhr il 13 marzo 1920. Ad esempio, a Bochum si presentarono 20 000 persone. Mentre il Putsch di Kapp era in corso a Berlino, il 14 marzo 1920, a Elberfeld si tenne una riunione di rappresentanti del Partito Comunista di Germania (KPD), del Partito Socialdemocratico Indipendente di Germania (USPD) e del Partito Socialdemocratico di Germania (SPD). I partiti operai di sinistra decisero un'alleanza spontanea contro i golpisti. L'SPD, l'USPD e il KPD redassero un appello congiunto alla "conquista del potere politico da parte della dittatura del proletariato".
In conseguenza di questo appello e nel contesto dello sciopero generale, alcune organizzazioni di lavoratori tentarono d'impadronirsi del potere statale su scala regionale. In tutta l'area della Ruhr, i "Consigli esecutivi" locali formati spontaneamente assunsero il potere politico. Questi erano dominati principalmente dall'USPD, con la partecipazione anche del KPD. Era rappresentato anche l'Unione dei Lavoratori Liberi di Germania (FAUD) anarco-sindacalista. Vennero schierati soldati-operai, che controllavano le città.
L'Armata Rossa Ruhr, la cui forza era stimata in circa 50 000 membri a giudicare dal numero di fucili successivamente sequestrati, prevalse in brevissimo tempo sulle forze governative della zona.
Il 17 marzo 1920, unità dell'Armata Rossa Ruhr vicino a Wetter attaccarono un'avanguardia del Freikorps Lichtschlag sotto l'Hauptmann Hasenclever. Quando gli venne chiesto, egli s'identificò come un sostenitore del nuovo governo Kapp. Gli operai presero le armi delle forze nemiche, catturarono 600 membri dei Freikorps e occuparono Dortmund. Il 20 marzo 1920 a Essen venne formato un Comitato Centrale ("Zentralrat") dei consigli di fabbrica, quest'ultimo in procinto di prendere il potere in alcune parti della Ruhr. Un altro organo centrale era ad Hagen. La rivolta non possedeva una leadership comune né un programma politico comune, sebbene trasferire la proprietà d'importanti industrie ai lavoratori fosse una questione importante.

## Dopo la sconfitta del Putsch di Kapp
Lo sciopero generale venne ufficialmente dichiarato terminato il 22 marzo dai sindacati (ADGB), dall'USPD e dal KPD dopo ulteriori concessioni da parte del governo del cancelliere Gustav Bauer. Questi includevano il licenziamento del Reichswehrminister Noske, nonché modifiche alle politiche sociali ed economiche. Anche il generale Reinhardt si dimise. Otto Gessler succedette a Noske; von Seeckt divenne Chef der Heeresleitung. Le richieste dell'USPD di insediare un governo operaio socialista per impedire uno spostamento della Germania a destra vennero respinte.
Il governo legittimo, appena rientrato a Berlino, emise un ultimatum il 24 marzo, chiedendo ai consigli operai di porre fine allo sciopero ed alla rivolta entro il 30 marzo (poi prorogato al 2 aprile); i consigli non si conformarono a questo. Il 25 marzo, il governo di Gustav Bauer si dimise e il 26 marzo il Reichspräsident Friedrich Ebert nominò Hermann Müller nuovo cancelliere.
Il tentativo di risolvere il conflitto al tavolo dei negoziati nell'Accordo di Bielefeld fallì, in ultima analisi, a causa delle azioni non autorizzate del comandante militare regionale, Oskar von Watter.
La conseguenza fu la rinnovata proclamazione di uno sciopero generale. Più di 300 000 minatori si unirono allo sciopero (rappresentavano circa il 75% della forza lavoro nel settore minerario). La rivolta comunista portò Düsseldorf ed Elberfeld nelle mani dei comunisti. Fino alla fine di marzo venne occupata l'intera area della Ruhr. Coloro che erano coinvolti nella rivolta, che erano spesso veterani della Grande Guerra, venivano pagati dai consigli dei lavoratori. Spesso operavano in piccoli gruppi, viaggiando in bicicletta. Essi attaccarono la Zitadelle Wesel il 24 marzo, ma qui l'Armata Ruhr subì la sua prima sconfitta.
La struttura dell'Armata Ruhr era, come le rivendicazioni politiche e le posizioni dei diversi consigli operai, molto eterogenea e soggetta a frequenti cambiamenti. In generale, c'era una forte differenza tra i lavoratori dell'est e dell'ovest. L'area della Ruhr orientale dominata dall'USPD si organizzò ed armò in precedenza, ma non sostenne la continuazione dell'azione armata contro il governo federale appena restaurato. D'altra parte, la mobilitazione fu più lenta nell'area della Ruhr occidentale dominata dai sindacati, ma la continuazione della rivolta nelle fasi successive trovò qui maggiore sostegno.
Il 2 aprile 1920, le unità governative della Reichswehr marciarono nell'area della Ruhr per sopprimere la rivolta. Questa forza conteneva anche unità che avevano sostenuto il putsch solo pochi giorni prima, come la Marinebrigade von Loewenfeld e la Marinebrigade Ehrhardt.

## La repressione sanguinaria

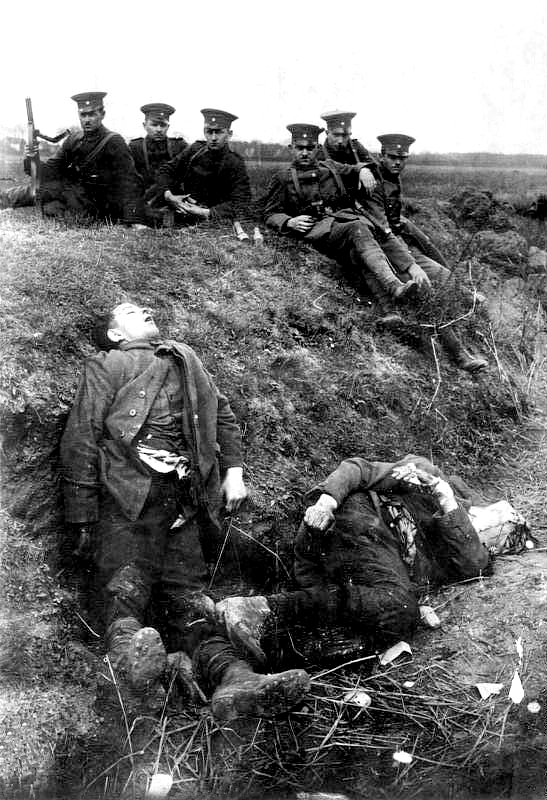
Membri della Reichswehr e membri fucilati dell'Armata Rossa Ruhr, 2 aprile 1920, Möllen vicino a Duisburg

Con il sostegno del governo federale, la rivolta venne soppressa dal generale Watter, in avvicinamento da nord. Con sede a Münster, il suo stato maggiore guidò la guerra civile nell'area della Ruhr. Le unità della Reichswehr e dei Freikorps soppressero con successo l'Armata Rossa Ruhr.
I combattimenti vennero seguiti da condanne a morte ed esecuzioni di massa. Coloro che erano stati trovati in possesso di armi al momento del loro arresto vennero fucilati, compresi i feriti. Il 3 aprile 1920 il Reichspräsident Ebert vietò queste esecuzioni sommarie. Il 12 aprile 1920, il generale von Watter proibì ai suoi soldati di assumere "comportamenti illegali". Le azioni di entrambe le parti nei combattimenti sono state descritte come "il massimo della crudeltà".
Il 5 aprile, gran parte dell'Armata della Ruhr fuggì davanti alla Reichswehr nella regione occupata dall'esercito francese. In risposta alla presenza della Reichswehr nella Ruhr, che contravveniva al Trattato di Versailles, i francesi occuparono città come Francoforte, Hanau e Darmstadt il 6 aprile.
La Reichswehr si fermò solo al fiume Ruhr. Le forze di occupazione britanniche minacciavano di occupare il Bergisches Land a causa della violazione del Trattato di Versailles. Entro l'8 aprile, la Reichswehr controllava tutta l'area settentrionale della Ruhr.
Alla fine dei combattimenti, la Reichswehr aveva perso 208 morti e 123 dispersi, e i Freikorps circa 273 morti. Si stima che circa 1 000 lavoratori siano stati uccisi. Un memoriale alla rivolta della Ruhr venne successivamente commissionato e installato a Hagen.